# 12月15日
12月15日是公曆一年中的第349天 ( 閏年第350天 )﹐離全年結束還有16天 。

## 大事记

### 20世紀以前
- 1161年（阴历金海陵王正隆六年十一月乙未日）：金海陵王完顏亮为其部将浙西兵馬都統制完顏元宜所弑，金军南侵完全失败。
- 1711年：哥本哈根发生鼠疫。
- 1791年：《美國憲法》第一條至第十條修正案獲得批准，後來統稱為「美國權利法案」。
- 1891年：美國基督教青年會國際訓練學校體育教師詹姆斯·奈史密斯提出籃球運動的相關規則。

### 20世紀
- 1914年：日本福岡縣方城煤礦發生嚴重礦災（英语：Hōjō_Coal_Mine_Disaster），造成687人死亡。
- 1939年：根据美国作家米切尔的同名小说改编的电影《乱世佳人》在亚特兰大首演。
- 1941年：納粹德國、意大利王國和大日本帝國代表於柏林舉行第一次會面討論戰後勝利如何將世界瓜分為三方勢力範圍之事。
- 1944年：美国建立五星上将军衔。
- 1945年：駐日盟軍總司令部發布《神道指令》，廢除日本國家神道體制。
- 1961年：納粹德國高階官員阿道夫·艾希曼因戰爭罪與危害人類罪等15項罪名而遭判處死刑。
- 1970年：蘇聯太空探測器金星7號成功於金星表面著陸，成為史上第一個於其他行星成功著陸的探測器。
- 1974年：越戰轉捩點：北越軍隊攻佔福平省。
- 1975年：香港錄得自1884年有氣象紀錄以來最低溫紀錄的12月，市區氣溫4.3度，大帽山氣溫-4度。
- 1978年：《天安门诗抄》出版。
- 1980年：台灣新竹科學工業園區正式成立，其後逐漸發展為全球主要高科技產品代工重鎮。
- 1982年：首届茅盾文学奖授奖仪式举行。
- 1990年：中国农业大学成立中国第一支橄榄球队。[1]
- 1991年：中国大陆第一座核电站，秦山核电站并网发电。
- 1994年：美国網景公司開發的網路瀏覽器网景导航者1.0版本发布。
- 1995年：欧洲法院提出波士文裁决，认为欧洲联盟地区所有欧洲足球协会联盟球员在合约期满之后可在欧盟成员国内自由转到其他足球团队。
- 1998年：“夏商周断代工程”专题报告会举行。
- 2000年：烏克蘭車諾比核電廠三號反應爐正式停止運作。

### 21世紀
- 2001年：欧盟首脑会议闭幕，15国首脑一致通过《拉肯宣言（英语：Laeken indicators）》。
- 2008年：中國大陸和台灣大三通開始。
- 2009年：波音787夢幻客機首飛。
- 2013年：南蘇丹內戰開始於三位反對派領袖投票抵制在朱巴舉行的民族解放委員會會議。
- 2014年：中国大陆长达18年的冤案呼格吉勒图案被平反。

## 出生
- 37年：尼禄，羅馬帝國皇帝（68年逝世）
- 130年：盧基烏斯·維魯斯，羅馬帝國皇帝（169年逝世）
- 1242年：宗尊亲王，日本镰仓幕府第6代征夷大将军（1274年逝世）
- 1657年：米歇爾·理查德·德拉蘭德，法國大經文歌作曲家、管風琴演奏家（1726年逝世）
- 1832年：居斯塔夫·埃菲爾，法國建築師，艾菲爾鐵塔設計人（1923年逝世）
- 1852年：，法國物理學家，天然放射性發現者，1903年諾貝爾物理學獎得主（1908年逝世）
- 1859年：柴門霍夫，波蘭醫生、語言學家、世界語創始人（1917年逝世）
- 1860年：尼爾斯·呂貝里·芬森，丹麥法羅群島醫師、科學家，1903年諾貝爾生理學與醫學獎得主（1904年逝世）
- 1861年：布魯諾·霍費爾，德國魚類學家（1916年逝世）
- 1863年：亞瑟·迪宏·理特，美國化學家、化學工程師（1935年逝世）
- 1871年：鈴木重臣，日本實業家（1930年逝世）
- 1878年：漢斯·卡羅薩，德國小說家、詩人（1956年逝世）
- 1887年：徐永昌，中華民國陸軍一級上將（1959年逝世）
- 1899年：葛布列·艾爾瑞傑斯坦，蘇聯亞美尼亞記者、戰地記者、作家、詩人、編劇，蘇聯國歌作詞者（1945年逝世）
- 1903年：玉錦三右衛門，日本相撲力士，第32代橫綱（1938年逝世）
- 1907年：奧斯卡·尼邁耶，巴西建築師（2012年逝世）
- 1915年：鍾理和，臺灣鄉土文學作家（1960年逝世）
- 1916年：莫里斯·威爾金斯，英國分子生物學家，1962年諾貝爾生理學或医學獎得主（2004年逝世）
- 1923年：烏茲·蓋爾，德裔以色列槍械設計師（2002年逝世）
- 1923年：弗里曼·戴森，英裔美國數學物理學家（2020年逝世）
- 1925年：陳善謙，越南政治人物、將領、外交官（2021年逝世）
- 1928年：佛登斯列·漢德瓦萨，奥地利雕塑家、畫家（2000年逝世）
- 1928年：駒形和男，日本微生物學家（2022年逝世）
- 1930年：曼弗雷德·拉明格，德國建築師、工程師、賽車手、蘇聯間諜（1997年逝世）
- 1930年：艾德娜·奧布萊恩，愛爾蘭作家（2025年逝世）
- 1932年：約翰·默瑞格·托馬斯，英國化學家（2020年逝世）
- 1934年：斯坦尼斯拉夫·舒什克維奇，白俄羅斯政治家、科學家（2022年逝世）
- 1935年：塔瑪拉·斯米爾諾娃，蘇聯天文學家（2001年逝世）
- 1936年：喬·達馬托，義大利電影導演、製片、攝影師（1999年逝世）
- 1942年：凱瑟琳·布蘭科，美國政治人物，前任路易西安納州州長（2019年逝世）
- 1944年：佐瑟古律，馬來西亞政治人物（2024年逝世）
- 1949年：，美國演員
- 1950年：鮑里斯·格雷茲洛夫，俄羅斯政治人物
- 1951年：阿爾卡季·羅滕貝格，俄羅斯商人、億萬富翁
- 1953年：納瓦夫·薩拉姆，黎巴嫩政治家、外交官、法律學者，現任黎巴嫩總理
- 1954年：馬克·沃納，美國政治人物
- 1957年：長，日本男性聲優
- 1958年：櫻井弘明，日本動畫導演
- 1959年：張洪量，台灣男歌手
- 1961年：于魁智，中國京劇演員
- 1968年：向山裕，日本AV男優
- 1968年：王以瞻，華裔美國演員
- 1968年：董勇，中國男演員
- 1969年：拉爾夫·尹愛森，英國男演員
- 1970年：戴圖理，義大利騎師
- 1970年：邁克爾·山克斯，加拿大演員
- 1972年：李政宰，韓國男演員
- 1975年：池澤春菜，日本女性聲優
- 1976年：般迪亞，印度足球運動員
- 1977年：龔智超，中國女子羽毛球運動員
- 1978年：高口公介，日本男性聲優
- 1978年：馬可·傑生，荷蘭重金屬音樂作詞、作曲、吉他手、樂團主唱
- 1979年：亞當·布羅迪，美國男演員
- 1980年：安娜琳娜·貝伯克，德國政治人物，現任德國外交部長
- 1981年：李立，中國男演員
- 1981年：米雪·道克利，英國女演員
- 1981年：罗曼·帕夫柳琴科，俄羅斯足球運動員
- 1982年：查理·考克斯，英國男演員
- 1983年：王皓，中國男子桌球運動員
- 1984年：，斯洛伐克足球運動員
- 1984年：李載允，韓國男演員
- 1985年：宮島禮吏，日本漫畫家，代表作《出租女友》
- 1986年：金俊秀，韓國男歌手
- 1986年：金武映，韓國男歌手、演員
- 1986年：基羅·拿華斯，哥斯达黎加足球運動員
- 1986年：斯妮佳娜·奧諾普卡，烏克蘭模特兒
- 1987年：譚湜琛，香港殘奧輪椅擊劍運動員
- 1988年：竇驍，中國男演員
- 1988年：艾米莉·海德，英國女演員
- 1992年：達莉婭·杜金娜，俄羅斯歐亞主義政治活動家、右翼政治學家、記者（2022年逝世）
- 1992年：傑西·林加德，英國足球員
- 1992年：馬騰·范瑞奧，比利時男子鐵人三項運動員
- 1993年：新木優子，日本女演員
- 1994年：高橋麻里，日本女性聲優
- 1995年：桐生祥秀，日本男子田徑運動員
- 1995年：延俊錫，韓國男演員
- 1996年：乃萬，中國女歌手
- 1996年：徐歌陽，中國女歌手
- 1996年：新有菜，日本AV女優
- 1996年：奧歷山大·辛真高，乌克蘭足球運動員
- 1997年：高亭宇，中國男子競速滑冰運動員
- 1999年：戴恩·桑德森，英格蘭男子足球運動員
- 生年不詳：三上由理惠，日本女性聲優

## 逝世
- 933年：后唐明宗李嗣源，五代之一的后唐皇帝（867年出生）
- 1025年：巴西尔二世，东罗马帝国皇帝（958年出生）
- 1161年：金海陵王完颜亮，金朝第四位皇帝（1122年出生）
- 1621年：呂伊內公爵，法國朝臣，法王路易十三親政後提拔的首席大臣（1578年出生）
- 1625年：弗朗西斯科·德·皮納，葡萄牙耶穌會翻譯者、傳教士、神父（1585年出生）
- 1675年：扬·弗美尔，荷兰画家（1632年出生）
- 1683年：艾薩克·華爾頓，英國作家（1594年出生）
- 1796年：安東尼·韋恩，美國大陸軍指揮官（1745年出生）
- 1890年：坐牛，美國印第安人拉科塔族領袖（1831年出生）
- 1906年：琅威理，英國皇家海軍軍官（1843年出生）
- 1907年：瓦薩的卡羅拉，薩克森王后（1833年出生）
- 1907年：盧華紹，亦稱盧九，澳門富商（1848年出生）
- 1950年：薩達爾·瓦拉巴伊·帕特爾，印度政治人物、社會活動家，首任印度副總理及內政部長（1875年出生）
- 1958年：沃尔夫冈·泡利，奥地利物理学家
- 1966年：华特·迪士尼，美国卡通画家、电影制片人（1901年出生）
- 1970年：D·F·蘭杜，英國商人、怡和洋行大班、香港兩局議員（1905年出生）
- 1971年：保羅·萊維，法国数学家（1886年出生）
- 1975年：井上成美，日本海军大将（1889年出生）
- 1985年：西沃萨古尔·拉姆古兰，毛里求斯开国元勋，首任毛里求斯总理（1900年出生）
- 1985年：蔡旭，中国农学家（1911年出生）
- 1991年：瓦西里·扎伊采夫，蘇聯陸軍著名狙擊手（1915年出生）
- 1993年：佩纳亚·加尼劳，斐濟政治人物，首任斐濟總統（1918年出生）
- 2000年：江鵬堅，台灣政治人物，民主進步黨創始人之一（1940年出生）
- 2004年：蔣方良，中華民國總統蔣經國的夫人（1916年出生）
- 2008年：周尧，中国昆虫学家（1912年出生）
- 2008年：萊昂·費夫雷斯·科爾德羅，厄瓜多政治人物，前任厄瓜多總統（1931年出生）
- 2010年：布莱克·爱德华兹，美国导演（1922年出生）
- 2012年：屠守锷，中国导弹技术学家（1917年出生）
- 2013年：瓊·芳登，英國及美國女演員（1917年出生）
- 2013年：哈羅德·康平，美國牧師、基督教廣播電台播音員兼Family Stations有限公司負責人（1921年出生）
- 2017年：安娜·瑪麗亞·貝拉·魯比歐，西班牙超級人瑞（1901年出生）
- 2017年：島田滿，日本动画编剧（1959年出生）
- 2018年：二月河，中國著名作家（1945年出生）[2]
- 2019年：馮元楨，華裔美國生物工程學家、生物力學家（1919年出生）
- 2019年：田波，中国病毒学家（1931年出生）
- 2019年：陆建艺，中国演员（1957年出生）
- 2021年：貝爾·胡克斯，美國作家、教授、女權主義者、活動家（1952年出生）
- 2022年：張振鵾，中國史學家（1926年出生）
- 2022年：趙梓森，中國工程師，光纖通信專家（1932年出生）
- 2022年：柳鳴九，中國法語翻譯家（1934年出生）
- 2023年：湯曉鷗，中國計算機科學家，前商湯科技執行長（1968年出生）
- 2024年：加藤正幸，日本企業家，日本Falcom創辦會長（1946年出生）

## 节假日和习俗
- 柴門霍夫日
- 世界貓奴日
- 世界强化免疫日
- 荷蘭：王國日